# Alan Jones (rugby)
Pour les articles homonymes, voir Alan Jones (homonymie) et Jones.
Alan Belford Jones est une personnalité australienne. C'est d'abord un animateur de radio australien à l'humour et au ton agressif (genre appelé Shock jock (en)), c'est aussi un ancien entraîneur de rugby à XV, un ancien entraîneur de rugby à XIII. Il a entraîné l'équipe d'Australie qui disputa la demi-finale de la coupe du monde de rugby 1987. Avant cela, il a été enseignant dans une école privée, il a aussi écrit plus tard des discours pour des hommes politiques, notamment le premier ministre Malcolm Fraser.

## Carrière d'entraîneur  derugby à XV
Alan Jones fut connu tout d'abord en 1982 quand il est nommé manager à temps partiel de l'équipe de rugby à XV de Nouvelle-Galles du Sud. L'année suivante il est nommé entraîneur de l'équipe de Manly, qui remporte le championnat pour la première fois depuis 32 ans.
En février 1984 il fut nommé entraîneur des Wallabies en remplacement de Bob Dwyer.
En 4 ans il disputera 102 matchs et il obtiendra 23 victoires sur 30 test matchs et quatre défaites ont été concédées d'un point. Il est un des entraîneurs australiens qui a connu les plus brillants résultats.
L'équipe comprenait Mark Ella. Lors de la tournée en mai 1984 aux îles Fidji, il intègre Nick Farr-Jones et deux joueurs de Manly Peter FitzSimons et James Black.
En 1984, l’Australie fait une tournée aux îles britannique et irlandaise. Les Wallabies de 1984 rentrent dans l’histoire car ils deviennent la première équipe australienne à réussir le « Grand Chelem » (GC) : un Grand Chelem lors d'une tournée s'obtient quand une équipe nationale en tournée l'emporte successivement sur chacune des nations britanniques et irlandaise à savoir : (Angleterre, Écosse, Pays de Galles) et Irlande. Ils parviennent à battre également une solide équipe des Barbarians.
La tournée est un révélateur : elle signale l’émergence des Wallabies comme équipe de premier plan au niveau mondial.
De nombreux records sont établis lors de cette tournée: première équipe australienne à réussir le GC, 100 points sont inscrits lors des 4 test matchs ce qui est le score le plus élevé d’une équipe en tournée chez les nations britanniques et irlandaise, le jeune Mark Ella inscrit un essai lors de chaque rencontre, performance jamais réalisée. D’autres joueurs ont brillé : David Campese, Michael Lynagh, Nick Farr-Jones et Simon Poidevin, qui vont compter dans les années suivantes.
En 1986 les Wallabies font une tournée en Nouvelle-Zélande pour une série de trois test-matchs avec en jeu la Bledisloe Cup. L'Australie gagne sa première série sur le sol néo-zélandais (voir Australie-Nouvelle-Zélande en rugby à XV) .
La première coupe du monde de rugby à XV en 1987 est coorganisée par l’Australie et la Nouvelle-Zélande. L’Australie aborde en favoris cette coupe du monde.
Cependant, la demi-finale contre la France, voit les Bleus éliminer les Wallabies.
Les trois années précédentes, les performances des Australiens sous la direction d’Alan Jones ont été d’un grand niveau et les résultats au rendez-vous, mais le style d’Alan Jones, son autorité, ne plaisaient pas à une partie des joueurs. Mark Ella a pris sa retraite en 1984, l’influent Nick Farr-Jones a eu des frictions. Avant et pendant la coupe du monde 1987, l’entraîneur australien Alan Jones a multiplié les autres activités comme le journalisme à la radio.
En février 1988, Alan Jones est remplacé par Bob Dwyer.

## Palmarès
- Grand Chelem1984 en tournée aux îles britannique et irlandaise.
- Bledisloe Cup 1986
- Demi-finaliste de la coupe du monde de rugby 1987 avec l'Australie, contre la France.

## Carrière d'entraîneur derugby à XIII
En 1990, il fut nommé entraîneur des Balmain Tigers, club de rugby à XIII. Il démissionne en juillet 1993 avec ces résultats: 1991 - 8 victoires, 12 ; 1992 - 10 victoires, 10e place; 1993 - 5 victoires, 12e place.